# Степанов, Леонид Викторович
Леонид Викторович Степанов (род. 3 марта 1932, Буйнакск, Дагестанская АССР) — советский инженер-конструктор, создатель оружейных станков для стрелкового вооружения и гранатомётов, лауреат премии имени Мосина, автор более 50 авторских свидетельств.

## Биография

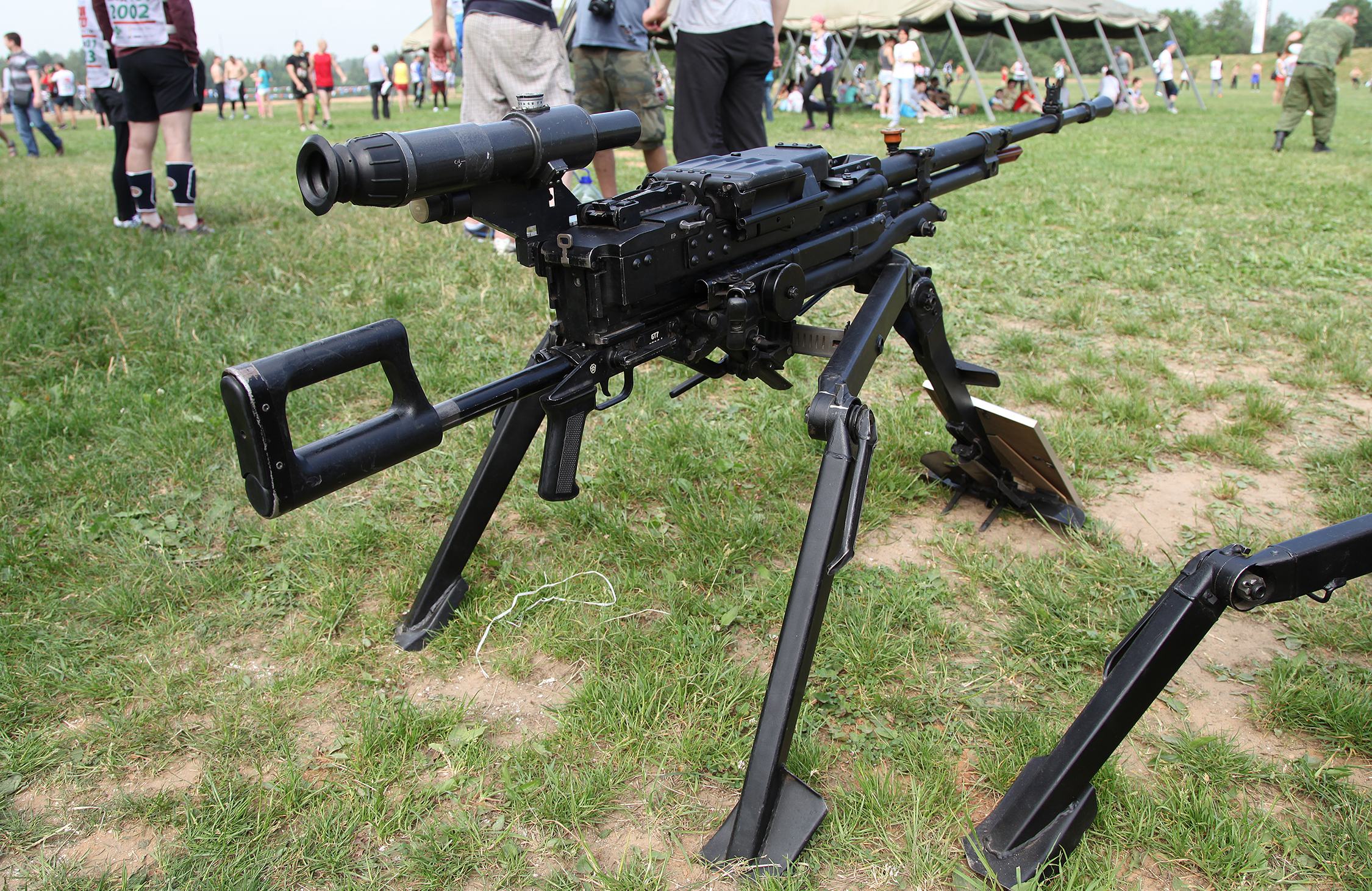
Крупнокалиберный пулемёт НСВ на станке 6Т7 разработки Леонида Степанова и Константина Барышева

Родился 3 марта 1932 городе Буйнакск в семье мастера-кондитера. В 1933 году его семья перебралась в Калугу, затем, в 1935 году — в Тулу. В 1940 году поступил в среднюю школу, которую закончил в 1950-м и поступил в Тульский механический институт на специальность «Автоматическое оружие», который закончил в 1955 году.
Профессиональную деятельность начал на должности технолога сборки в ЦКБ-14 (ныне тульское Конструкторское бюро приборостроения), где ему удалось поучаствовать в доработке конструкции станка Саможенкова под пулемёт Никитина, а затем — под пулемёт Калашникова. Под руководством Р. Пурцена и Е. Рачинского занимался отработкой систем зенитных установок, в свободное время — изучал имеющийся опыт и вёл самостоятельные изыскания по облегчению и упрощению устройства оружейного станка. Затем, через три года работы технологом приступает к конструкторской деятельности. Предложенные им новаторские решения позволяют значительно снизить массу станка и в 1966 году на полигонных испытаниях в сравнении со станками Соколова и Саможенкова изделие его разработки было признано лучшим. В 1969 году, после внесения ряда усовершенствований и устранения замечаний, станок был принят на вооружение к модернизированному пулемёту Калашникова ПКМС. В дальнейшем, совместно с Константином Барышевым, им был создан станок-тренога к крупнокалиберному пулемёту НСВ, который был принят на вооружение в 1971 году под обозначением 6Т8. Помимо этого, им были разработаны две специальные установки для монтирования пулемёта НСВ в стационарных сооружениях, а затем — станки к автоматическим гранатомётам АГС-17 и АГС-30.

## Разработки
- 1969 год: станок 6Т5 под единый пулемёт ПКМ,
- 1971 год: станок 6Т8 под автоматический гранатомет АГС-17,
- 1972 год: станок 6Т7 под крупнокалиберный пулемёт НСВ-12,7,
- фортификационные установки 6У10 и 6П11 с откатником 6Т10 под крупнокалиберные пулеметы,
- 1976 год: комплекс 6П16 в виде пулемёта НСВ-12,7 на станке 6Т7,
- 2000 год: станок 6Т17 под автоматический гранатомет АГС-30[5].

## Награды
- Орден «Знак Почёта»
- Премия имени С. И. Мосина[3]
- медаль «Ветеран труда»,
- звание «Лучший изобретатель министерства»,
- нагрудный знак за внедрение изобретения «Изобретатель СССР»,
- звание «Заслуженный ветеран труда Конструкторского бюро приборостроения»[6].